# Серхіо Каріелло
Серхіо Каріелло (народився 23 квітня, 1964) - бразильсько-американський художник коміксів . Протягом своєї кар’єри він працював для багатьох великих видавництв коміксів, зокрема Marvel Comics і DC Comics , а також для популярних незалежних компаній, таких як CrossGen Comics і Dynamite Entertainment . Він є молодшим братом художника коміксів Октавіо Каріелло.

## Кар'єра
Серхіо Каріелло знав, що хоче стати карикатуристом у віці 5 років. В 11 років він створив «Фредеріко, детектив», щотижневий комікс для місцевої газети. Цілу стрічку написав і намалював сам. Це тривало до 14 років.
Каріелло почав працювати над своїм першим коміксом «Dagon, the Worlds of HP Lovecraft» ще під час навчання в Школі карикатури та графіки Джо Куберта. На другому році навчання Вірджинія Роміта запросила його на роботу як літератора у відділ Bullpen компанії Marvel. Там він отримав завдання створювати олівцеві ескізи для «Daredevil» та «Marvel Comics Presents: Spellbound».
Коли Пет Гаррахей перейшов з Marvel до DC, він запропонував Каріелло написати олівцем Дезстроук . У DC він також працював над «Хлопцем Гарднером», «Стіл», «Диво-жінка», «Зелений ліхтар», «Спалах», « Закохані молоді герої», «Блакитний жук», «Бетмен » і «Азраель» тощо.
Коли обсяги його роботи зменшилися, він почав працювати вчителем у школі Куберта, де викладав кілька предметів протягом семи років. Зараз Каріелло займається створенням олівцевих і чорнильних ілюстрацій до коміксу «Самотній рейнджер» для Dynamite Entertainment. Нещодавно він завершив роботу над восьмою частиною серії «Син Самсона» разом із письменником Гарі Мартіном для видавництва «Зондерван». Крім того, він проілюстрував *The Action Bible*, яка є сучасною версією *The Picture Bible* Андре Леблана, випущеною видавництвом David C. Cook 1 вересня 2010 року.

## Вибрана бібліографія
Вибрана бібліографія коміксів Серхіо Каріелло як художника інтер’єру. 
- Batman/Wildcat #1-3 (DC Comics, 1997)
- Жінка-кішка/Дика кішка №1-4 (DC Comics, 1998)
- Batman: Legends of the Dark Knight #127-131 (DC Comics, 2000)
- Азраель: Агент кажана #69-100 (DC Comics, 2000–2003)
- Crux #25, 28-30, 32-33 (CrossGen, 2003–2004)
- Перебування #34 (CrossGen, 2004)
- Deathstroke #41-51 (DC Comics, 2004–2005)
- Самотній рейнджер №0-25 (Dynamite Entertainment, 2006–2011)
- Син Самсона, томи 1-8 (Зондерван, 2007–2010)
- Біблія дії (видавництво Девіда С. Кука, 2010)
- Христос (Kingstone Media, 2010)
- Captain America: Hail Hydra #1 (Marvel, 2011)
- DC Retroactive : Superman - The '80s #1 (DC Comics, 2011)

## Зовнішні посилання
- Офіційний сайт
- Офіційний блог
- Серхіо Каріелло на ComicBookDb.com
- Серхіо Каріелло на Lambiek.net